# Goumier
Goumier era il termine che indicava un soldato di nazionalità marocchina, incorporato nell'esercito francese, tra il 1908 e il 1956. Il termine è stato anche occasionalmente utilizzato per designare i soldati dell'esercito francese del Sudan francese e Alto Volta durante il periodo coloniale.
Il termine goumier deriva dalla parola araba qum, che significa squadrone e dove per motivi fonetici la lettera ﻗ (qaf) in berbero viene pronunciata gaf.

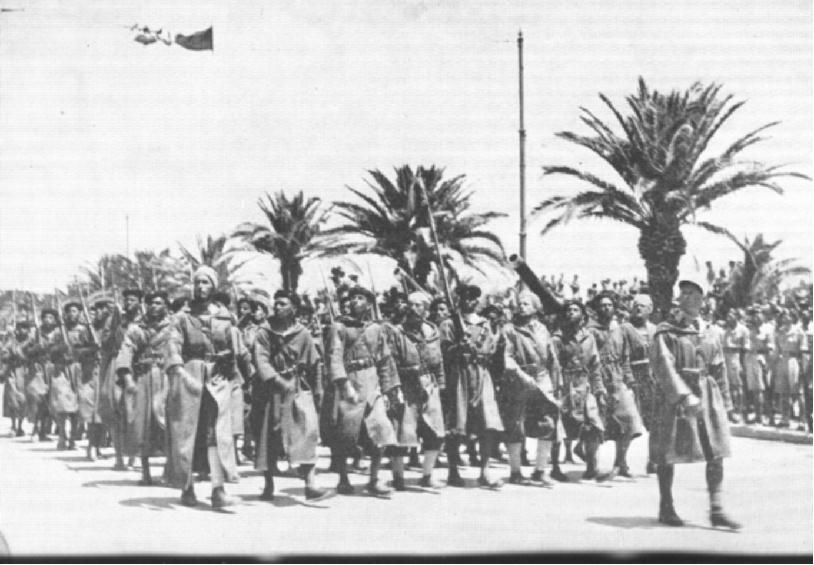
Goumier sfilano a Tunisi, liberata dalle truppe italo-tedesche nel 1943

## Storia
In origine il termine Goumiers venne utilizzato per indicare i soldati "irregolari" reclutati dall'esercito francese durante i primi anni del Novecento nell'area del Maghreb, ai tempi zona coloniale francese, e appartenenti a tribù di contadini di montagna.
Provenivano dalle tribù montane dell'Atlante (in particolare zone di idioma Chaouia, Sidi Boubaker, Ouled Said, Settat, Kasbeth Ben Ahmed, Dar Bouazza e Sidi Slimane). Il termine goum è una storpiatura francese della parola araba qum (قم), che significa "squadrone, banda" e ciascuna di queste unità era costituita da circa 200 Goumiers, spesso legati tra loro da vincoli di parentela. A sua volta il Tabor (dal turco tabur) indicava un battaglione costituito da tre o quattro di queste unità.

## Impiego operativo

### Marocco, 1908-1934
I Goumiers furono utilizzati, a partire dal 1908, in Marocco; i francesi intuirono la convenienza di formare milizie irregolari con soldati del luogo che garantivano un valido supporto alle truppe regolari, data la loro conoscenza del territorio, tanto da essere gradualmente integrati nell'apparato militare sotto la guida del comando francese.
I Goumiers furono richiesti dal generale Albert d'Amade per il pattugliamento del territorio coloniale, operando con le truppe francesi regolari: nel 1911 entrano a tutti gli effetti nell'esercito francese. Sulla carta essi dipendevano dal Sultano del Marocco, ma in pratica essi formavano una estensione dell'esercito francese e il loro utilizzo fu fondamentalmente quello di «pacificazione del Marocco».
Inizialmente i Goumiers non disponevano di una divisa "ufficiale" e anche in seguito alla loro integrazione nell'esercito francese, indossavano la djellaba, una tunica di lana grezza a righe grigie e di vari colori che rappresentava l'abito nazionale, come copricapo il turbante e ai piedi dei sandali (nails): tale "divisa" era comune sia per i soldati di fanteria sia per quelli di cavalleria. Erano dotati di sciabola o daga, data la loro abilità nei combattimenti con armi bianche.

### Prima guerra mondiale
I Goumiers non furono utilizzati al di fuori del Marocco durante la prima guerra mondiale. La loro presenza permise comunque al generale Louis Hubert Gonzalve Lyautey di ritirare una parte considerevole delle truppe francesi regolari dal Marocco per spostarle sul Fronte occidentale. 

### Seconda guerra mondiale
Quattro divisioni di soldati marocchini e algerini combatterono con la Francia libera al fianco degli alleati durante la seconda guerra mondiale nel Corpo di spedizione francese in Italia (per un totale di circa 120 000 uomini).
Tra questi vi erano i goumiers, inquadrati nel Groupement de tabors marocains comandato dal generale Augustin Guillaume, che presero parte allo sbarco in Sicilia, all'occupazione della Corsica, e alla campagna d'Italia.
Abituati alla dura vita di montagna, resistenti al freddo e alla fame, essi erano specializzati in raid notturni e presero parte alla battaglia di Montecassino contro i fascisti della Repubblica Sociale Italiana e i nazisti tedeschi. Prediligevano l'uso di un lungo coltello (koumia) per assaltare i nemici, che venivano sgozzati e spesso mutilati. Questo modo di combattere costò allo stesso tempo pesanti perdite tra le file dei goumiers.

#### Le violenze sulle donne
Il passaggio dei goumiers in Italia fu accompagnato da un numero elevato di crimini di guerra, omicidi, saccheggi e oltre 7 000 stupri, benché le autorità francesi, già da tempo, per mettere un freno a questi avvenimenti, avessero autorizzato la presenza di donne berbere al seguito delle truppe goumier. 
Questi stupri furono ricordati in seguito dagli italiani come marocchinate, e furono perpetrate contro donne, bambini e uomini, tra cui diversi preti. A Esperia, paese che al tempo contava circa 2 500 abitanti, ben 700 subirono atti di violenza in occasione del passaggio delle truppe, e alcuni perirono per tali motivi. Anche durante l'operazione Brassard, condotta per la liberazione dell'isola d'Elba, si verificarono violenze e stupri da parte dei goumiers.

### Indocina, 1949-1954
Dopo la seconda guerra mondiale i militari Goumier furono utilizzati dalla Francia in Indocina, dal giugno 1949 alla caduta, nel 1954, di Dien Bien Phu. Questa fu l'ultima occasione in cui i militari marocchini combatterono per la Francia, prima dell'indipendenza del Marocco.